# The Shadow Self
The Shadow Self es el sexto álbum de estudio de la cantante finlandesa Tarja Turunen. El disco fue lanzado el 5 de agosto de 2016 y contó con dos sencillos.

## Orígenes y estructura
La composición comenzó justo después del lanzamiento de Colors in the Dark en 2013 y Tarja dio pistas a través de sus cuentas de Facebook y Twitter durante el proceso. A principios de 2016, Tarja comenzó a revelar algunos adelantos sobre el álbum y a poner fragmentos de las letras en Facebook. Tarja también declaró en su cuenta de Twitter que habría dos colaboraciones de dos cantantes en el álbum. Posteriormente se supo que eran Alissa White-Gluz de Arch Enemy y Toni Turunen, su hermano.
El 17 de octubre de 2015, Tarja cantó dos nuevas canciones: "No Bitter End" y "Goldfinger" (cover de un tema de James Bond), que serían los primeros vislumbres del nuevo álbum.
El 14 de marzo de 2016, la portada y el título del álbum finalmente fueron revelados, Tarja dijo que el título fue inspirado por un comentario de Annie Lennox: "Me encontré con una entrevista de Annie Lennox hace algún tiempo en Internet, y leí que ella hablaba acerca de 'the shadow self' como el lado más oscuro de nosotros.Todo el mundo, cada uno de nosotros, tenemos un lado más oscuro. Probablemente deberíamos apreciar que existe, sobre todo los artistas que tenemos mucha inspiración de nuestro lado más oscuro. El 22 de marzo de 2016, Earmusic lanzó un fragmento de "No Bitter End"  en YouTube.

Símbolo del Yin y yang

El 7 de abril de 2016, Earmusic reveló el nombre de un disco que fungiría como precuela: The Brightest Void, lanzado el 3 de junio con nueve pistas. Es un álbum por sí mismo, pero también está ligado a The Shadow Self. El 14 de abril de 2016, Earmusic lanzó un tráiler para el video "No Bitter End", el video completo se dio a conocer el 20 de abril. El 27 de mayo de 2016, Tarja anunció que The Brightest Void estaba disponible para streaming en Apple Music. El álbum fue una vez más mezclado en Austin, Texas en '62 Studios por Tim Palmer.
El álbum se basa en general en el dualismo de la vida, como en el concepto del Yin y yang; The Brightest Void representa la luz y The Shadow Self la oscuridad. Este concepto se remarcó en el tema "Demons in You", en el que Alissa White-Gluz funge como el lado oscuro de las personas, y Turunen, con su voz limpia, simboliza el lado luminoso.

## Lista de canciones
| The Shadow Self |                                                            |                                                                      |              |  |
| N.º             | Título                                                     | Escritor(es)                                                         | Duración     |  |
| 1.              | «Innocence»                                                | Tarja Turunen, Anders Wollbeck, Mattias Lindblom                     | 6:03         |  |
| 2.              | «Demons in You» (ft. Alissa White-Gluz)                    | Turunen, Julian Barratt, Erik Nyholm, Alex Jonson, Christel Sundberg | 4:44         |  |
| 3.              | «No Bitter End»                                            | Turunen, Alex Scholpp, Lindblom, Daniel Pieper                       | 4:26         |  |
| 4.              | «Love to Hate»                                             | Turunen, Erik Nyholm, Angela Heldmann                                | 5:57         |  |
| 5.              | «Supremacy» (Muse cover)                                   | Matthew Bellamy                                                      | 5:03         |  |
| 6.              | «The Living End»                                           | Turunen, Johnny Andrews                                              | 4:41         |  |
| 7.              | «Diva»                                                     | Turunen, Wollbeck, Lindblom                                          | 5:45         |  |
| 8.              | «Eagle Eye» (ft. Toni Turunen -album version-)             | Turunen, Pauli Rantasalmi                                            | 4:36         |  |
| 9.              | «Undertaker»                                               | Turunen, Atli Örvarsson, Lindblom                                    | 6:41         |  |
| 10.             | «Calling from the Wild»                                    | Turunen, Scholpp, Lindblom                                           | 5:13         |  |
| 11.             | «Too Many» (Incluye el track oculto: "This Is a Hit-Song") | Turunen, Guillermo De Medio, Heldmann                                | 7:48 (12:53) |  |
| 01:06:03        |                                                            |                                                                      |              |  |

| Special Edition Bonus DVD |                                       |              |          |  |
| N.º                       | Título                                | Escritor(es) | Duración |  |
| 1.                        | «Interview»                           |              | 16:55    |  |
| 2.                        | «No Bitter End» (Official Video Clip) |              | 4:03     |  |
| 3.                        | «Innocence» (Official Video Clip)     |              | 5:29     |  |

## Personal

### Músicos
- Tarja Turunen - Voz, piano
- Christian Kretschmar - Teclado
- Kevin Chown - Bajo
- Max Lilja - Chelo (#3)
- Alex Scholpp - Guitarra
- Doug Wimbish - Bajo
- Julian Barrett
- Peter Barrett

Músicos adicionales
- Luis Conte - Percusión
- Mike Coolen - Batería
- Chad Smith - Percusiones (#2, #3, #11)
- Guillermo De Medio
- Izumi Kawakatsu
- Mervi Myllyoja
- Atli Örvarsson
- Nico Polo
- Fernando Scarcella
- Torsten Stenzel
- Mike Terrana
- Toni Turunen - Voz en Eagle Eye
- Alissa White-Gluz - Voz en "Demons in You"
- Anders Wollbeck

### Producción
- James Dooley - arreglos de coros y orquesta
- Bart Hendrickson - arreglos de coros y orquesta
- Mel Wesson - ingeniero de sonido
- Tim Palmer - Mezclas

## Posicionamiento
| Listas (2016)                              | Posicionamiento |
| ------------------------------------------ | --------------- |
| Austria (Ö3 Austria)                       | 19              |
| Bélgica (Ultratop Flandes)                 | 37              |
| Bélgica (Ultratop Valonia)                 | 39              |
| República Checa                            | 3               |
| Finlandia (Suomen virallinen lista)        | 13              |
| Francia (SNEP)                             | 75              |
| Alemania (Offizielle Top 100)              | 7               |
| España (PROMUSICAE)                        | 46              |
| Suiza (Schweizer Hitparade)                | 11              |
| Reino Unido (UK Albums Chart)              | 149             |
| Estados Unidos (Billboard Top Heatseekers) | 23              |

## Certificaciones y ventas
| País         | Certificación | Ventas |
| ------------ | ------------- | ------ |
| Rusia (NFPP) | Oro           | 5,000  |